# Esporte na Europa
O Esporte na Europa é atualmente desenvolvido em alto grau de profissionalismo, com competições e ligas em muitos esportes.
Os esportes têm suas origens nos jogos tradicionais praticados desde a Idade Média em particular da França e Reino Unido.

## Popularidade
A popularidade varia de acordo com as nações e regiões geográfica, mas de uma maneira geral o futebol é considerado o mais popular do continente, depois o basquete, voleibol, handebol, polo aquático, rugby, hóquei no gelo.

### Futebol
As ligas de futebol mais populares:
- Premier League
- La Liga
- Bundesliga
- Serie A
- Ligue 1
- Russo Premier Liga
- Eredivisie
- Primeira Liga

E outros